# تجزیه (زیست‌شناسی)

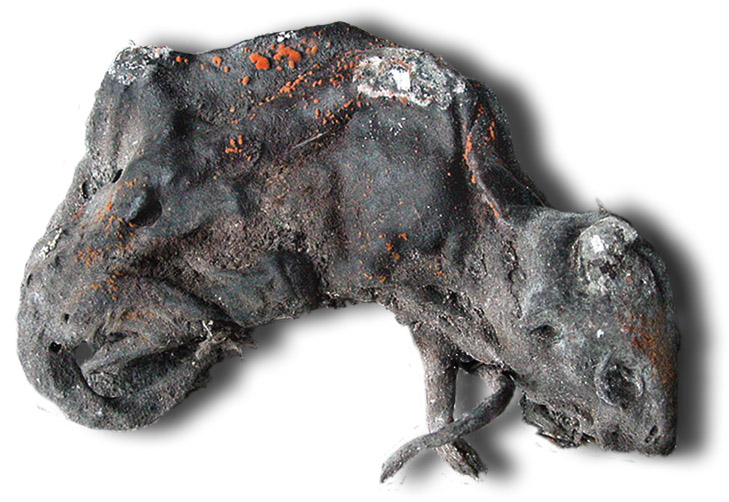
موش مرده (با سم) مومیایی شده (به صورت طبیعی)

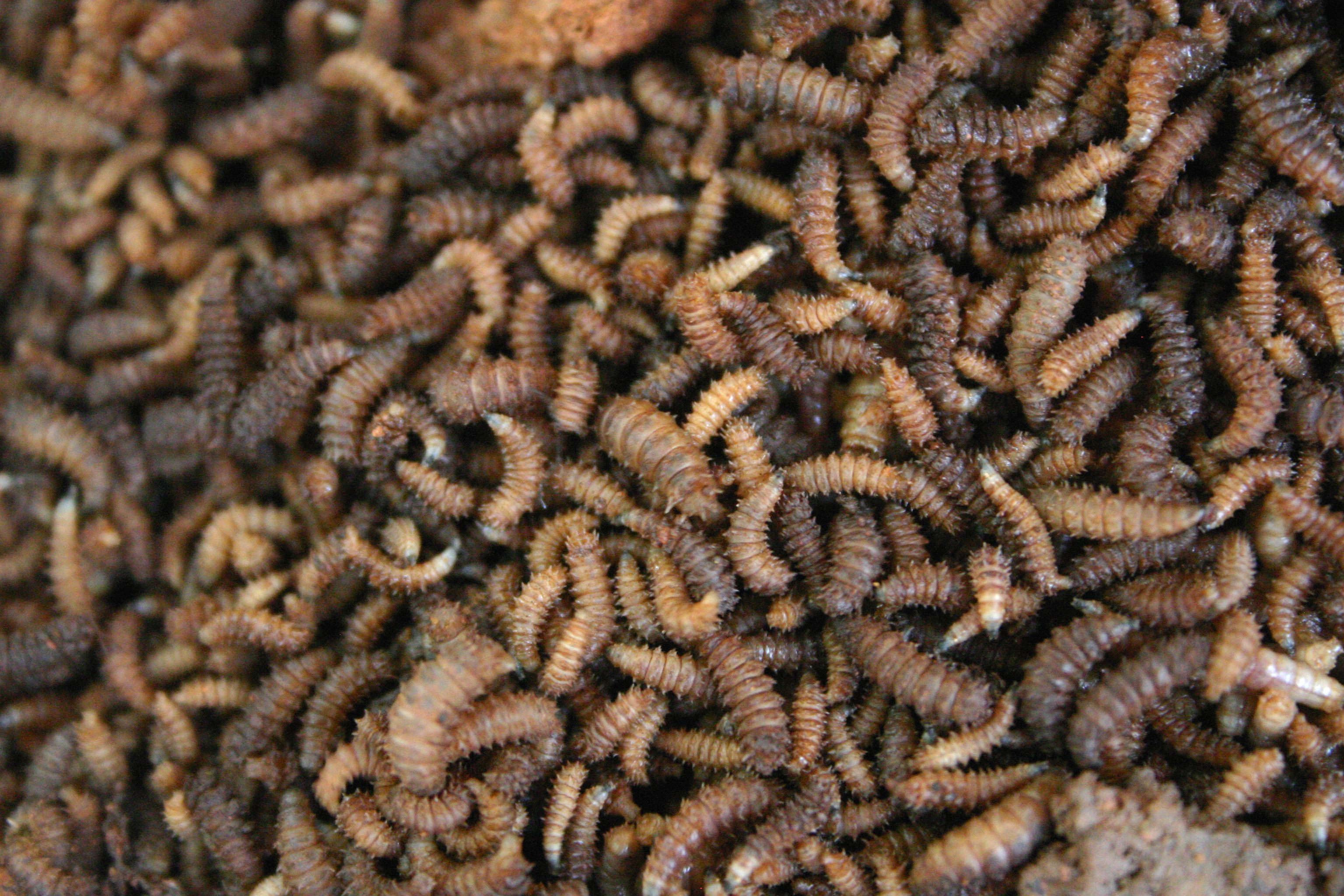
تجمع مگس‌ها و حشرات بر جسد جوجه تیغی کیپ ۵ روز بعد از مرگ

تجزیه (به انگلیسی: Decomposition) فرآیندی است که در آن مواد آلی مرده به مواد آلی یا معدنی ساده‌تری مانند دی‌اکسید کربن، آب، قندهای ساده و نمک‌های معدنی جدا (تفکیک) می‌شوند. این فرایند بخشی از چرخه مواد مغذی است که برای بازیافت مواد محدودی که فضای فیزیکی زیست کره را اشغال کرده، ضروری می‌باشد. بدن جاندارن، اندکی پس از مرگ شروع به تجزیه می‌کنند. حیوانات مانند کرم‌ها نیز به تجزیه مواد آلی کمک می‌کنند. ارگانیسم‌هایی که این کار را انجام می‌دهند به عنوان تجزیه کنندها شناخته می‌شوند. اگرچه هیچ دو موجودی به یک شکل تجزیه نمی‌شوند، اما همه آنها مراحل پی در پی تجزیه را طی می‌کنند. علمی که تجزیه را بررسی می‌کند، به‌طور کلی از واژه یونانی taphos، به معنای آرامگاه، تافونومی نامیده می‌شود. تجزیه همچنین می‌تواند یک فرایند تدریجی برای ارگانیسم‌هایی باشد که دوره‌های خواب طولانی دارند.
می توان تجزیه غیر زنده را از تجزیه زیستی ( زیست‌تجزیه‌پذیری ) متمایز کرد. مورد اول به معنای "تخریب یک ماده توسط فرآیندهای تجزیه شیمیایی یا فیزیکی است، به عنوان مثال، هیدرولیز. دومی به معنای "تجزیه متابولیکی مواد به اجزای ساده‌تر توسط موجودات زنده" است که معمولاً توسط میکروارگانیسم‌ها صورت می‌پذیرد. حیواناتی مانند کرم‌های خاکی نیز از طریق فعالیت‌های خود به تجزیه مواد آلی روی و داخل خاک کمک می‌کنند. ارگانیسم‌هایی که این کار را انجام می‌دهند به عنوان تجزیه کننده یا پوده‌خوار شناخته می‌شوند.
علمی که تجزیه را مطالعه می‌کند به‌طور کلی به عنوانسنگواره‌شناسی شناخته می‌شود و از کلمه یونانی taphos به معنای مقبره یا قبرستان اتخاذ شده است.

### عوامل مؤثر بر تجزیه

###### در معرض قرار گرفتن عوامل
دن مرده‌ای که در معرض فضای بازمانند آب و هوا قرار گرفته است، سریع‌تر تجزیه شده و حشرات بسیار بیشتری را نسبت به جسدی که دفن می‌شود یا در وسایل حفاظتی یا مصنوعات خاصی محبوس می‌کند، جذب می‌کند. این امر به دلیل تعداد محدود حشراتی است که می‌توانند به خاک نفوذ کنند و همچنین دمای پایین‌تر در زیر خاک.
سرعت و نحوه تجزیه در بدن حیوان به شدت تحت تأثیر عوامل متعددی است. در درجات تقریباً نزولی اهمیت، عبارتند از:
- دما
- در دسترس بودن اکسیژن
- مومیایی بودن
- علت مرگ؛
- دفن، عمق دفن و نوع خاک
- دسترسی لاشخورها
- جراحات یا زخم، نوع و شدت آن‌ها
- رطوبت محیط یا رطوبت جنازه
- بارندگی
- اندازه و وزن بدن
- ترکیب بدن
- پوشاک
- سطحی که بدن روی آن قرار دارد؛
- غذاها/اشیاء داخل دستگاه گوارش نمونه (بیکن در مقایسه با کاهو).